# Norbert Wallez
Norbert Léopold Alexis Joseph Wallez (Hacquegnies, 19 oktober 1882 - Saint-Servais, 24 september 1952) was een Belgische rooms-katholieke priester. Hij was van 1924 tot en met 1933 algemeen directeur van de Belgische Société Nouvelle "Presse et Librairie", eigenaar van onder meer de Franstalige krant Le Vingtième Siècle (De Twintigste Eeuw). In Le Petit Vingtième (De Kleine Twintigste), de wekelijkse jeugdbijlage van deze krant, verschenen in opdracht van Wallez, als eerste de strips De avonturen van Kuifje en De guitenstreken van Quick en Flupke van Hergé.
Wallez onderkende al vroeg het potentieel van Hergés talent als tekenaar en als scenarioschrijver en wist dit via zijn strips voor zijn dagblad in te zetten voor diens omstreden ideologie. Hierdoor lag Wallez ook aan de basis van Hergés carrière als striptekenaar.

## Biografie
Wallez was een burgemeesterszoon en sprak vloeiend Frans en Nederlands. Hij studeerde aan de Katholieke Universiteit Leuven en werd in 1906 tot priester gewijd. Abbé Norbert werd docent en onderbrak zijn werk daarvoor toen hij zich in de Eerste Wereldoorlog opgaf als oorlogsvrijwilliger. Na de oorlog ging hij lesgeven aan de rooms-katholieke Bonne Espérance school en de Handelsschool in Mons. Op voorspraak van kardinaal Désiré-Joseph Mercier werd Wallez in 1924 benoemd tot algemeen directeur van het conservatieve rooms-katholieke dagblad Le Vingtième Siècle.
Zijn ultraconservatieve ideologie werd beïnvloed door Charles Maurras en de nationalistische Action Française. Hij was een groot aanbidder van de Italiaanse fascistenleider Benito Mussolini, die hij in 1923 had opgezocht tijdens een bezoek aan Italië en waarvan hij een gesigneerd portret aan de muur van zijn kantoor had hangen. In zijn boek Bélgique et Rhénanie. Quelques directives d'une politique (België en Rijnland, enkele beleidslijnen) uit 1923 pleitte hij voor een federatie van België en het Rijnland, een regio in Duitsland die hij beschouwde als voornamelijk rooms-katholiek. België bezette dat jaar het Rurhgebied. Hij was van 1924 tot en met 1933 algemeen directeur van de Belgische Société Nouvelle "Presse et Librairie". Dit bedrijf was onder meer eigenaar van de Franstalige, Belgische krant Le Vingtième Siècle (De Twintigste Eeuw). In de jeugdbijlage, Le Petit Vingtième (De Kleine Twintigste), verschenen als eerste De avonturen van Kuifje en die van Quick en Flupke van Georges Remi.
Behalve Hergé rekruteerde Wallez in 1929 ook de 22-jarige Léon Degrelle. Beide jongemannen raakten onder de invloed van het fascistische gedachtegoed van hun mentor. De polemieken die Wallez voerde in zijn blad raakten soms katholieke politici en begonnen slecht te vallen bij zijn oversten. In 1933 werd hij naar aanleiding van een controversieel verhaal over het Albertkanaal ontslagen als directeur. Hij werd opgevolgd door William Ugeux. Wallez werd godsdienstleraar in de École Moyenne van Doornik en pastoor in Aulne-Gozée. Ook werd hij benoemd tot het hoofd van de restanten van de Abdij van Aulne, waar nog een retraitehuis stond. Toen de Duitsers in 1940 België veroverden, begon hij weer te schrijven en sloot zich aan bij de partij Rex van Léon Degrelle. Diens ideeën over het Germaanse karakter van de Walen spoorden met die van Wallez en waren er mogelijk op gebaseerd. In de oorlog was Wallez de geestelijke leider van de rexisten en steunde hij het nazisme. Hij gaf verschillende lezingen voor de Communauté Culturelle Wallonne.
Na de bevrijding van de bezetting van België door nazi-Duitsland werd Wallez vastgezet in de gevangenis van Charleroi en na zestien maanden om gezondheidsredenen overgebracht naar de abdij Notre-Dame de Soleilmont. De krijgsraad veroordeelde hem in juni 1947 tot een gevangenisstraf van vier jaar en een boete van 200.000 Belgische frank wegens collaboratie met de Duitsers. Ook werd hij ontzet uit zijn burgerrechten en uit al zijn functies. In beroep werd zijn straf in maart 1948 verhoogd tot vijf jaar. Wallez werd opgesloten in de gevangenissen van Namen en Sint-Gillis, maar kwam heel snel weer vrij om te worden geopereerd. Na zijn vrijlating werd hij maandenlang opgenomen in het huis van Remi en zijn vrouw. In de ogen van Hergé was zijn mentor onschuldig, ook al had hij in 1943 een officier van de Propaganda Abteilung ontmoet in diens huis. Wallez vond vast onderdak in Beau Vallon, een rusthuis van de Zusters van Liefde te Saint-Servais. Toen zijn kanker terminaal werd, kreeg hij bezoek van Remi en zijn echtgenote, die ook aanwezig waren op zijn nauwelijks bijgewoonde begrafenis.

## Wallez, Hergé met Kuifje, Quick en Flupke
Wallez gaf Georges Remi, alias Hergé, opdracht om een strip te maken over een deugdzame puber en zijn hond voor diens krant Le Petit Vingtième. Remi tekende daarop een strip over Tintin en Milou, die veel later in het Nederlands bekend zouden worden als Kuifje en Bobbie. De strip zou in Europa uitgroeien tot een van de populairste van de twintigste eeuw. Wallez publiceerde in zijn krant niet alleen als eerste De avonturen van Kuifje, maar ook als eerste Hergés strip De guitenstreken van Quick en Flupke.
In 1929 publiceerde Wallez in deze jeugdbijlage Kuifje in het land van de Sovjets, het eerste verhaal van de avonturen van Kuifje. Wallez bepaalde in welke landen Kuifje (toen nog overal Tintin geheten) zijn avonturen beleefde: in de toenmalige Sovjet-Unie en Belgisch-Congo. De krant was uitgesproken anticommunistisch en in de strip werd het land negatief beschreven. Het lukte Wallez dit verhaal gepubliceerd te krijgen in het Franse, rooms-katholieke tijdschrift Coeurs Vaillants. Hergé had zich ter voorbereiding op zijn eerste Kuifje-verhaal voornamelijk gebaseerd op een van Wallez gekregen propagandistisch boek uit 1928, Moscou sans voiles. Neuf ans de travail au pays des soviets (Moskou zonder sluiers. Negen jaar arbeid in het land van de sovjets) van de hand van de voormalige Belgische consul in de Sovjet-Unie, Joseph Douillet. Verscheidene scènes uit dit werk keren terug in het Sovjet-album, zoals het voorval met het uitdelen van het brood, de martelruimte en die van de nepfabrieken.
In een oplage van 10.000 exemplaren bracht Wallez het eerste Kuifje-verhaal in albumvorm uit. De titel werd door hem opgelegd: De Avonturen van Kuifje, reporter bij Le Petit "Vingtième" in het land van de Sovjets. Het volgende verhaal wilde Hergé het liefst laten plaatsvinden bij de indianen in Noord-Amerika, maar Wallez verordonneerde dat het zich in Belgisch-Congo moest afspelen. Het Belgisch paternalistisch kolonialisme kreeg in dit album een positieve rol toebedeeld. Het derde speelde zich wel in de Verenigde Staten af.
Vanaf 23 januari 1930 publiceerde Wallez de eerste aflevering van De guitenstreken van Quick en Flupke. Doordat Wallez zich als medeauteur zag van Hergés werk claimde hij voor zichzelf de helft van de auteursrechten op Hergés Kuifjesalbums.

### Germaine Kieckens
Remi had een oogje op Wallez' secretaresse Germaine Kieckens, die geen interesse in hem toonde. Pas toen Wallez al zijn vrijgezelle employees aanspoorde te trouwen, ging zij met Remi een verhouding aan. In 1932 trouwde Wallez hen voor de kerk.

## Publicaties van Norbert Wallez
- La Belgique de demain et sa politique, 1916
- La Belgique et les régions rhénanes. Une campagne 'annexionniste' en 1838, 1918
- Belgique & Rhénanie. Quelques directives d'une politique, 1923
- Le commerce, force nationale, 1924